# Maine National Guard
La Maine National Guard è una componente della Riserva militare inquadrata sotto la U.S. National Guard. Il suo quartier generale è situato presso la città di Augusta.

## Organizzazione
Attualmente, al 2024, sono attivi i seguenti reparti:

### Componente Terrestre
- Maine Army National Guard
  -  52nd Troop Command
  -  120th Regional Support Group

### Componente Aerea
- Maine Air National Guard
  -  121st Air Refueling Wing